# Oksford (geologia)
| okres / system                         | epoka / oddział   | wiek / piętro | Wiek (mln lat) |
| -------------------------------------- | ----------------- | ------------- | -------------- |
| kreda                                  | wczesna           | berrias       | młodsze        |
| jura                                   | górna (malm)      | tyton         | 145,0–152,1    |
| jura                                   | górna (malm)      | kimeryd       | 152,1–157,3    |
| jura                                   | górna (malm)      | oksford       | 157,3–163,5    |
| jura                                   | środkowa (dogger) | kelowej       | 163,5–166,1    |
| jura                                   | środkowa (dogger) | baton         | 166,1–168,3    |
| jura                                   | środkowa (dogger) | bajos         | 168,3–170,3    |
| jura                                   | środkowa (dogger) | aalen         | 170,3–174,1    |
| jura                                   | wczesna (lias)    | toark         | 174,1–182,7    |
| jura                                   | wczesna (lias)    | pliensbach    | 182,7–190,8    |
| jura                                   | wczesna (lias)    | synemur       | 190,8–199,3    |
| jura                                   | wczesna (lias)    | hettang       | 199,3–201,3    |
| trias                                  | późny             | retyk         | starsze        |
| Podział jury według ICS, sierpień 2012 |                   |               |                |

Oksford (ang. Oxfordian)
- w sensie geochronologicznym: najstarszy wiek późnej jury (jura, mezozoik), trwający według przyjmowanego do 2012 roku przez Międzynarodową Komisję Stratygrafii podziału jury około 5,5 miliona lat (od 161,2 ± 4,0 do 155,7 ± 4,0 mln lat temu)[1]; w roku 2012 Komisja poprawiła datowanie na od 163,5 ± 1,0 do 157,3 ± 1,0 mln lat temu[2]. Oksford jest młodszy od keloweju a starszy od kimerydu.

- w sensie chronostratygraficznym: najniższe piętro górnej jury, wyższe od keloweju a niższe od kimerydu. Stratotyp oksfordu nie jest jeszcze zatwierdzony.

Nazwa piętra (wieku) pochodzi od nazwy miasta Oksford (Oxfordshire, Anglia).

## Fauna oksfordu

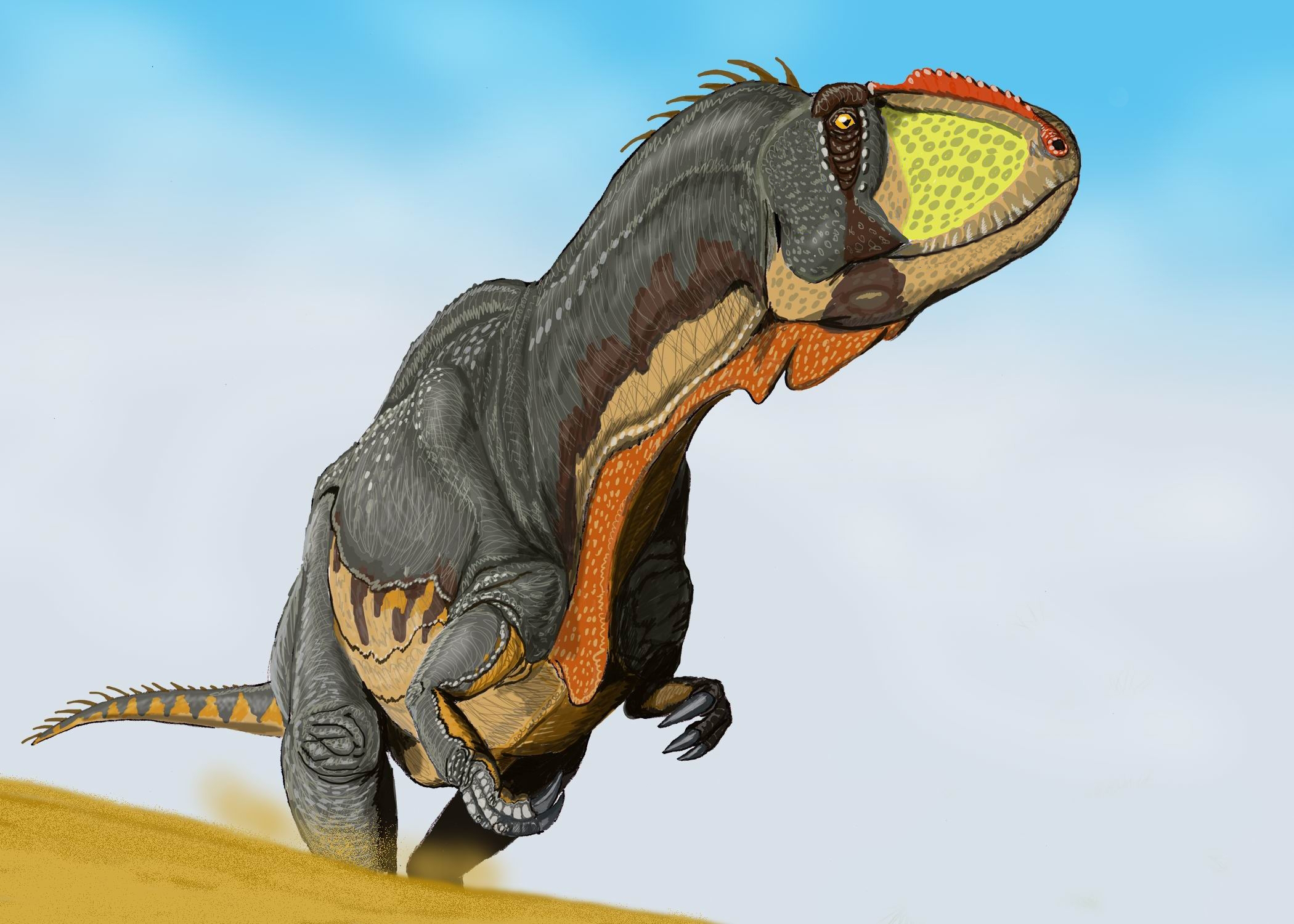
Jangczuanozaur

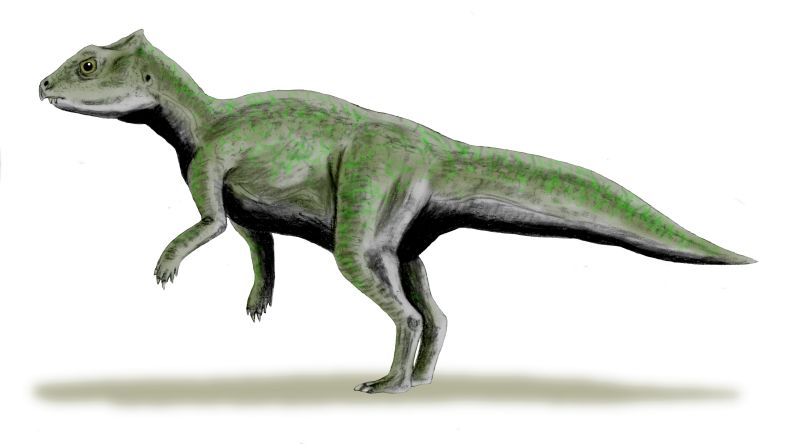
Jinlong

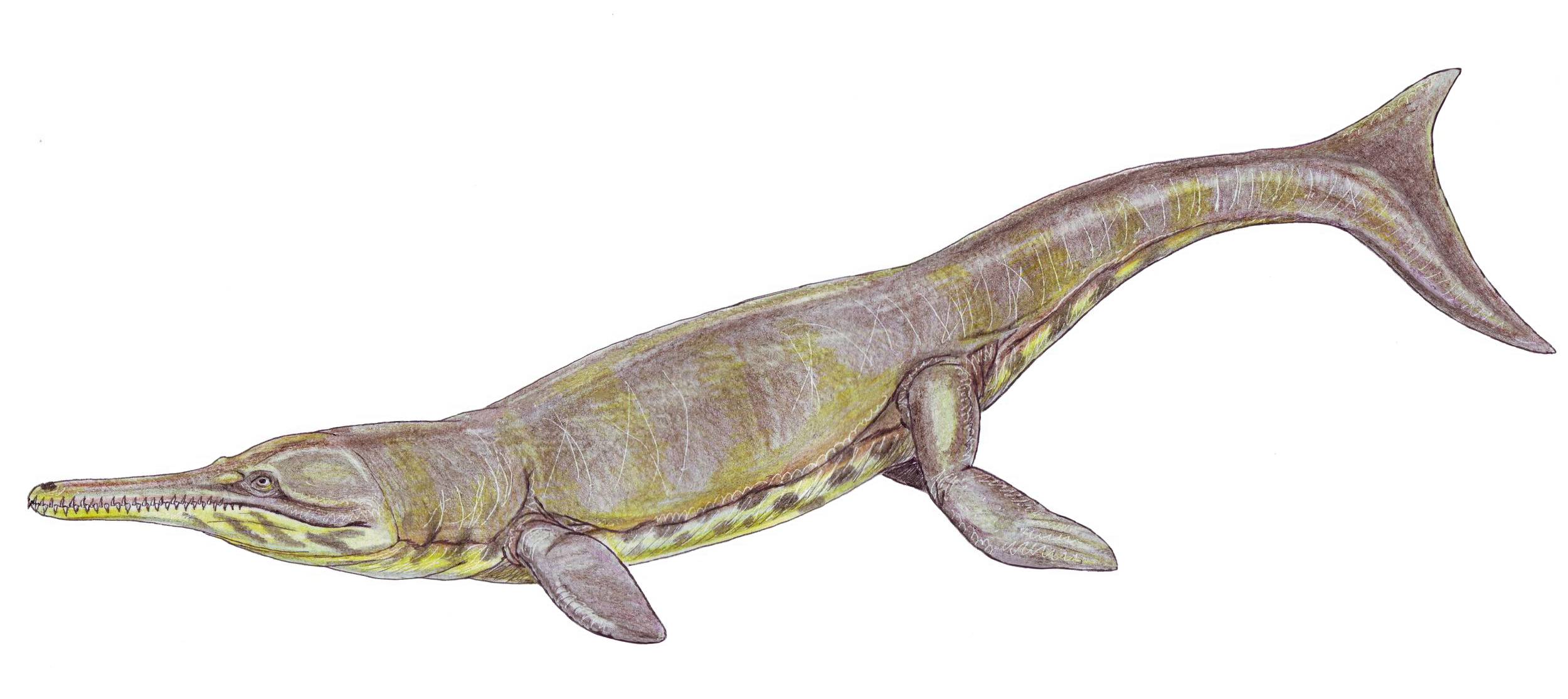
Metriorynch

### Teropody
- Jangczuanozaur – karnozaur, Syczuan
- Monolofozaur – karnozaur, Chiny

### Stegozaury
- Czialingozaur – stegozaur, Syczuan
- Czungkingozaur – stegozaur, Syczuan, niewielkich rozmiarów
- Dacentrur – stegozaur, Anglia, Francja, Hiszpania, Portugalia, dużych rozmiarów
- Tuodziengozaur – stegozaur, Syczuan
- Jiangjunosaurus – stegozaur, Sinciang

### Ceratopsy
- Czaojangzaur – czaojangzaur, Chiny
- Jinlong – bazalny, Sinciang

### Pozostałe ptasiomiedniczne
- Gongbuzaur – być może hipsylofodont, Syczuan
- Janduzaur – być może hipsylofodont; Syczuan

### Krokodylomorfy
- Aggiosaurus – Thalattosuchia
- Geosaurus suevicis – Thalattosuchia, Wielka Brytania, Francja, Szwajcaria, Niemcy[3], Argentyna[4], Kuba[5], Meksyk[6]
- Metriorynch – Thalattosuchia, Anglia, Francja, Niemcy[3], Argentyna[7], Chile[8]
- Steneosaurus – Thalattosuchia, Wielka Brytania, Francja, Niemcy, Szwajcaria, Maroko

### Łodzikowce
- Somalinautilus

### Belemnity
- Produvalia